# Организација туркијских земаља
Организација туркијских земаља, раније Савет туркофоних држава, је међународна организација која окупља туркофоне државе. Основана је у Нахчивану 3. октобра 2009. године. Савет чини пет независних државе Турска, Азербејџан, Казахстан, Киргистан и Узбекистан, а Мађарска и Туркменистан су иако не пуноправни чланови уско везани са радом Организације. Организација је замишљена са циљем јачег повезивања и интензивније сарадње међу државама чланицама. Седиште организације је у Истанбулу (Турска), скупштина одржава седнице у Бакуу (Азербејџан), а седиште Академије савета налази се у Астани (Казахстан).

## Историјат
Туркофоном савету претходиле су две организације чији циљ је било културно повезивање ових земаља. Тако је 1992. у Алматију основана организација „Светурска култура и уметност“ а 1998. у Бакуу и „Парламентарна скупштина туркофоних држава“.
Идеју о стварању јаче организације која би интензивирала сарадњу међу туркофоним државама први је изнео председник Казахстана Нурсултан Назарбајев 2006. године. Савет је основан 3. октобра 2009. потписивањем Нахчиванске декларације.
Организација почива на сличним принципима као и Комонвелт, Арапска лига или Франкофонија.

## Чланице
| Држава     | Становника | Површина (км²) | БДП              | БДП по становнику (2011) | Пројектовани БДП по становнику 2015. |
| ---------- | ---------- | -------------- | ---------------- | ------------------------ | ------------------------------------ |
| Азербејџан | 9.165.000  | 86.600         | $86,03 милијарди | $10.340                  | $11.758                              |
| Казахстан  | 16.600.000 | 2.724.900      | $182,3 милијарди | $13.484                  | $17.946                              |
| Киргистан  | 5.356.869  | 199.900        | $10,8 милијарди  | $2.363                   | $3.005                               |
| Турска     | 73.722.988 | 783.562        | $863,3 милијарди | $15.137                  | $16.778                              |

## Посматрачи
| Држава       | Становника | Површина (км²) | БДП              | БДП по становнику (2011) |
| ------------ | ---------- | -------------- | ---------------- | ------------------------ |
| Узбекистан   | 27,606,007 | 447,400        | 86,1 милијарди   | $3.248                   |
| Туркменистан | 5.110,000  | 488.100        | 31,966 милијарди | $7.357                   |

### Туркофоне државе у саставу других држава
| Територија         | Држава     | Становника | Површина (км²) |
| ------------------ | ---------- | ---------- | -------------- |
| Алтајска Република | Русија     | 206.195    | 92.600         |
| Башкортостан       | Русија     | 2.603.007  | 143.600        |
| Чувашија           | Русија     | 1.251.599  | 18.300         |
| Гагаузија          | Молдавија  | 160.700    | 1.832          |
| Каракалпакија      | Узбекистан | 1.571.800  | 160.000        |
| Хакасија           | Русија     | 532.319    | 61.900         |
| Јакутија           | Русија     | 550.245    | 3.103.200      |
| Татарстан          | Русија     | 3.838.374  | 68.000         |
| Тува               | Русија     | 307.925    | 170.500        |
| ТР Северни Кипар   | Кипар      | 200.000    | 3.300          |